# ブリン・ガットランド
ブリン・ガットランド（Bryn Gatland、1995年5月10日 - ）は、ジャパンラグビーリーグワンコベルコ神戸スティーラーズに所属するラグビーユニオン選手。JAPAN RUGBY LEAGUE ONE 2023-24年シーズンの得点王

## プロフィール
- ニュージーランド・ハントリー出身。
- ポジションはスタンドオフ(SO)。
- 身長 177 cm、体重 88 kg
- 父のウォーレンはラグビー指導者[1](現ラグビーウェールズ代表ヘッドコーチ)。

## 略歴
ワイカト、ノースハーバー、ブルーズを経て、2019年、ハイランダーズに加入。
2020年6月13日、スーパーラグビーアオテアロアの開幕戦では決勝ドロップゴールを決めて勝利に貢献。同年12月、チーフスに加入。
2023年、コベルコ神戸スティーラーズに加入。同年12月9日に行われたJAPAN RUGBY LEAGUE ONE第1節三重ホンダヒート戦にて先発出場で日本での公式戦初出場を果たした。

## 受賞歴

### リーグワン
- 2023-24ベストキッカー(DIVISION 1) , 得点王(DIVISION 1)